# Maximilian Krafft
Maximilian Krafft (Pyrbaum, 3 de novembro de 1889 — Marburgo, 26 de junho de 1972) foi um matemático alemão.
Com Robert König publicou o livro Elliptische Funktionen (W. de Gruyter, Berlim, 1928).

## Publicações
- Der Satz von der Gebietstreue, 1932.
- Über ein Eulersches Verfahren zur Wurzelberechnung, 1940.
- com Francesco Tricomi: Elliptische Funktionen, 1948.
- Ein neuer Beweis des Vierscheitelsatzes, 1952.